# Imperativa Records
«Imperativa Records» — музыкальный лейбл, основанный композитором и продюсером Йоав Гореном в 2006 году, который также является основателем компании музыкального продакшена «Immediate Music». Лейбл находится в Санта-Монике (округ Лос-Анджелес, Калифорния). Генеральный директор — Йоав Горен. Лейбл специализируется на производстве и распространении CD и онлайновой музыки, охватывающей широкий спектр жанров, в том числе саундтрек, рок, кроссовер, современная классика и другие. Имея большой опыт лицензирования музыки в фильмы, телевидение и видеоигры, трейлеры и рекламные ролики (имеется в виду компания «Immediate Music»), лейбл инвестирует в проекты и фокусируется на выпуске высококачественной оркестрово-хоровой музыки лучших музыкантов. Лейбл также посвящён оркестрово-хоровой музыке, смешанной с современными стилями, например, эпической музыке (от эпической трейлерной музыки до эпического рока (кинематографического рока)).
Девиз: «The home of EPIC music» (Дом ЭПИЧЕСКОЙ музыки).
Йоав Горен сказал, что «Imperativa Records» — это высококачественный лейбл, посвящённый лучшей современной оркестровой и хоровой музыке 21 века.

Другое лого лейбла «Imperativa Records».

## Исполнители
- Globus
- Immediate (Immediate Music)
- Larry Groupé